# Moseleisenbahnbrücke
Die Moseleisenbahnbrücke in Koblenz überquert die Mosel zwischen den Stadtteilen Altstadt und Lützel. Die Brücke bei Moselkilometer 1,25 überführt die linke Rheinstrecke von Köln nach Mainz und wurde 1858 für die erste Eisenbahnstrecke nach Koblenz erbaut. Der heutige Brückenbau stammt nach Kriegszerstörung aus dem Jahr 1975. Südlich der Brücke mündet die Moselstrecke in die Rheinstrecke.

## Geschichte

### Errichtung 1857–1858

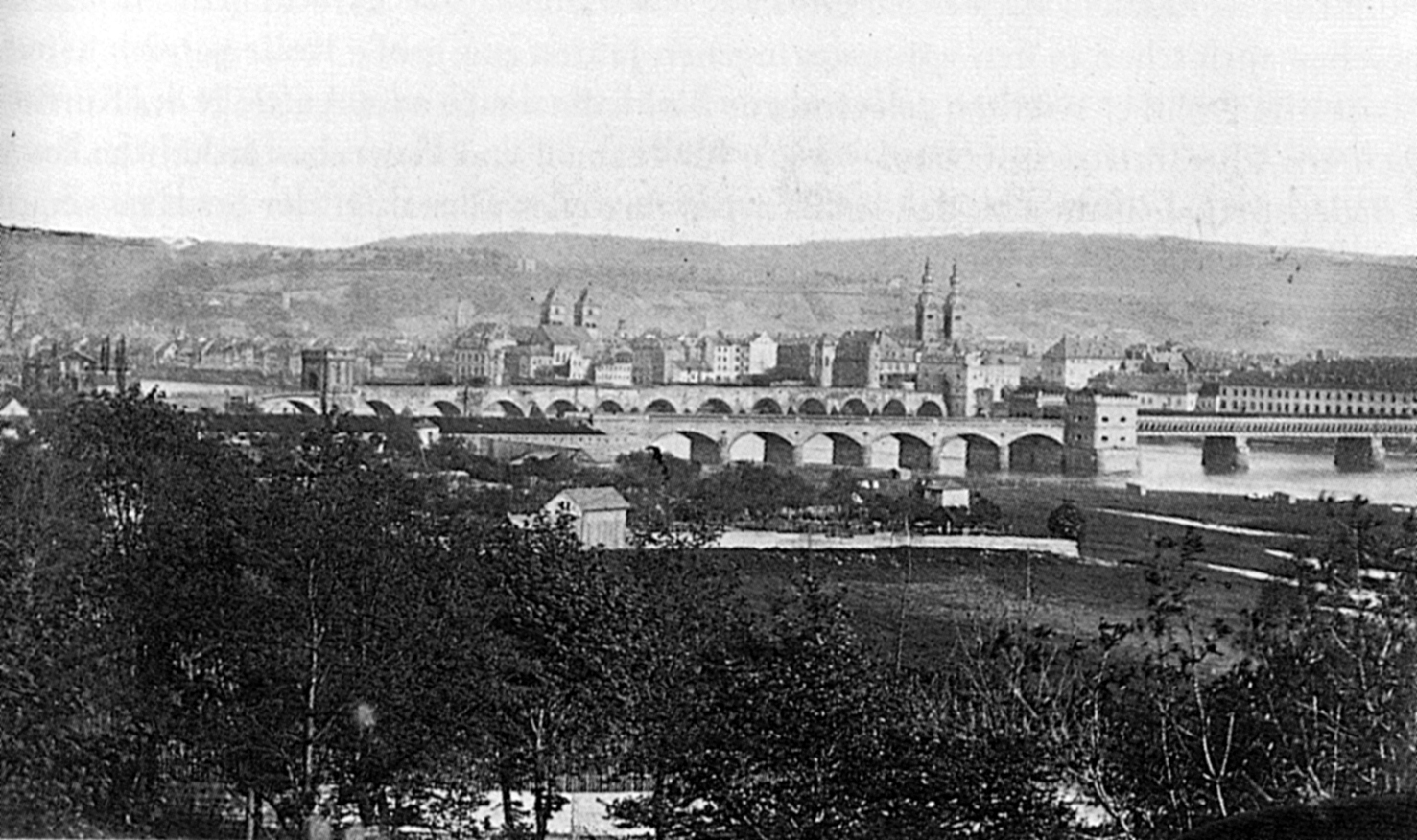
Die Moselfront von Koblenz 1880, im Vordergrund die erste Moseleisenbahnbrücke

Nachdem bereits seit 1844 eine Eisenbahnverbindung zwischen Köln und Bonn fertiggestellt worden war und seit 1856 eine Verlängerung nach Rolandseck bestand, wurde nun die Bahnstrecke weiter nach Koblenz ausgebaut. Die Grundsteinlegung der Moseleisenbahnbrücke erfolgte am 11. November 1857 in Anwesenheit der späteren Kaiserin Augusta. Der erste Zug der Rheinischen Eisenbahn-Gesellschaft fuhr am 11. November 1858 über die fertiggestellte Moseleisenbahnbrücke in den provisorisch errichteten Rheinbahnhof an der Eisenbahnstraße (heute Fischelstraße) ein. Die Strecke wurde 1859 von Koblenz nach Bingerbrück verlängert. Dabei wurde der provisorische Bahnhof durch eine endgültige Anlage ersetzt.
Mit dem Bau der linksrheinischen Eisenbahn wurde erstmals die preußische Stadtbefestigung von Koblenz durchbrochen. Die nach Plänen des Eisenbahningenieurs Emil Hermann Hartwich errichtete Brücke berücksichtigte die militärischen Vorgaben, wovon die noch vorhandenen Reste der Brückentürme zeugen. Die Brücke überspannt in einer Länge von 270 Metern die Mosel. Sie bestand ursprünglich aus sechs gemauerten Gewölbe-Jochen auf der Lützeler Seite und vier durch parallelgurtige Gitterträger überspannten Jochen auf der Koblenzer Seite. In der Mitte, am Übergang zwischen Eisenkonstruktion und gemauerten Gewölben befanden sich zwei festungsartige Türme, die der militärischen Sicherung der Brücke dienten. Das Widerlager am Koblenzer Ufer trug ebenfalls zwei Türme.
Der südlich der Brücke errichtete Rheinbahnhof wurde 1902 zu Gunsten des neuerbauten Koblenzer Hauptbahnhofs aufgegeben. Er lag für die Eisenbahn verkehrsgünstiger, war aber weiter von der Innenstadt entfernt. Die Moseleisenbahnbrücke wurde in den Jahren 1908, 1911, 1918 (Ersatz der Gitterträger durch Stahlfachwerk-Bögen), 1927 und 1931 (Ersatz der sechsjochigen Gewölbebrücke durch eine vierjochige) verändert und verstärkt. Die Brücke wurde im Zuge dieser Baumaßnahmen von zwei auf vier Gleise verbreitert, womit die Schienenverbindung zwischen dem Koblenzer Hauptbahnhof sowie der Moselstrecke im Süden und dem Bahnhof Koblenz-Lützel im Norden erheblich verbessert wurde.

### Kriegszerstörung und Neubau
Die Moseleisenbahnbrücke wurde zum Ende des Zweiten Weltkriegs wie alle Koblenzer Brücken im März 1945 von den sich zurückziehenden Einheiten der Wehrmacht gesprengt, aber bereits wenig später von US-amerikanischen Truppen durch eine Behelfsbrücke provisorisch repariert. Danach wurde die Brücke in der alten Bauweise wiederhergestellt. In den 1950er Jahren entstand nach Fertigstellung der Staustufe Koblenz und im Rahmen der Moselkanalisierung unter dem nördlichen Brückenteil auf der Lützeler Seite ein Schifffahrtskanal.
Von 1974 bis 1975 erfolgte ein durchgreifender Umbau. Die Fachwerkbögen des südlichen Brückenteils wurden durch eine moderne Balkenbrücke ersetzt, der nördliche Teil blieb erhalten. Die bis dahin erhaltenen Brückentürme wurden bis auf Gleishöhe abgebrochen und jeweils mit einer Betonplatte abgedeckt, so dass nur noch ihre Untergeschosse erhalten sind.

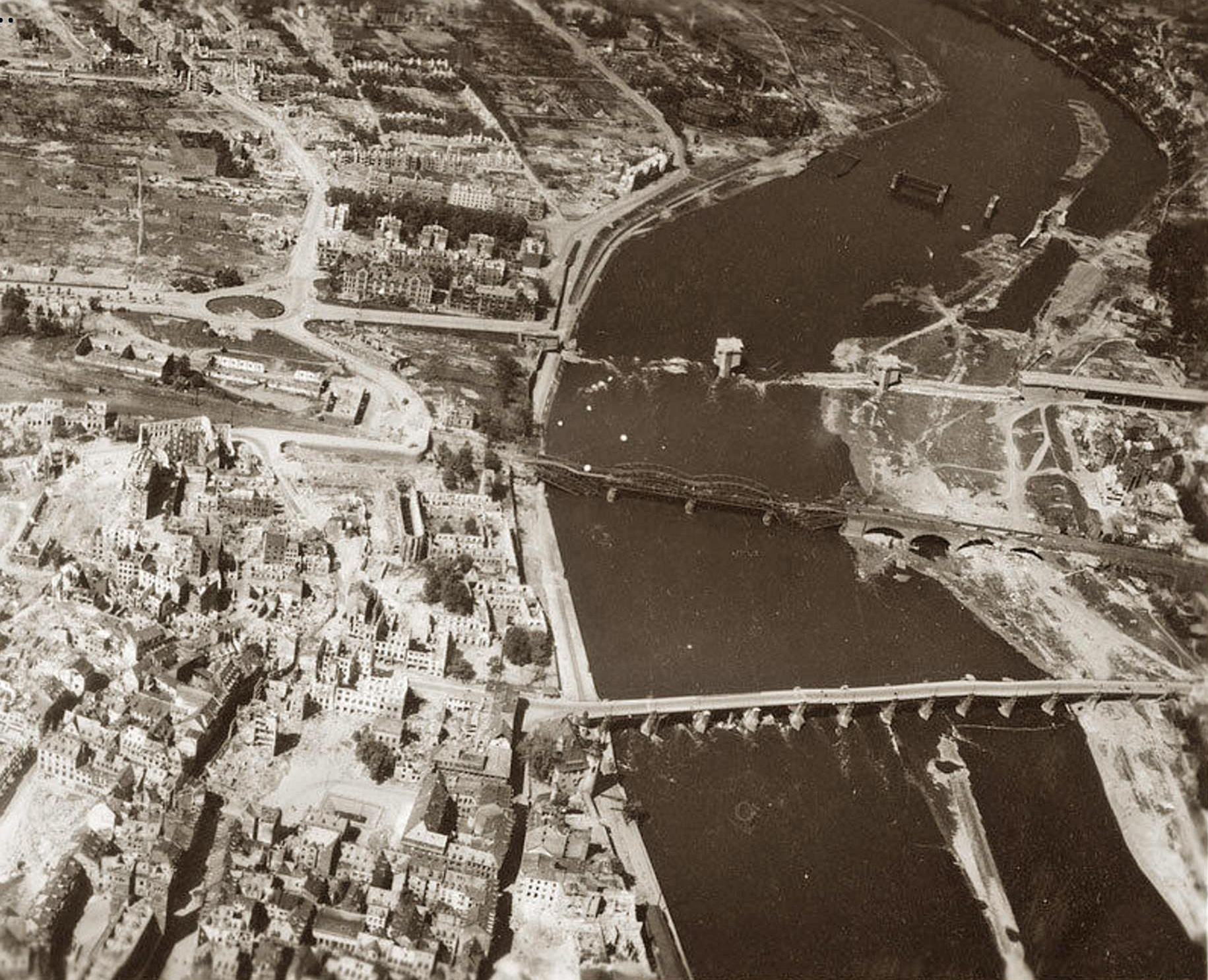
zerstörte und provisorisch wiederhergestellte Moselbrücken 1945
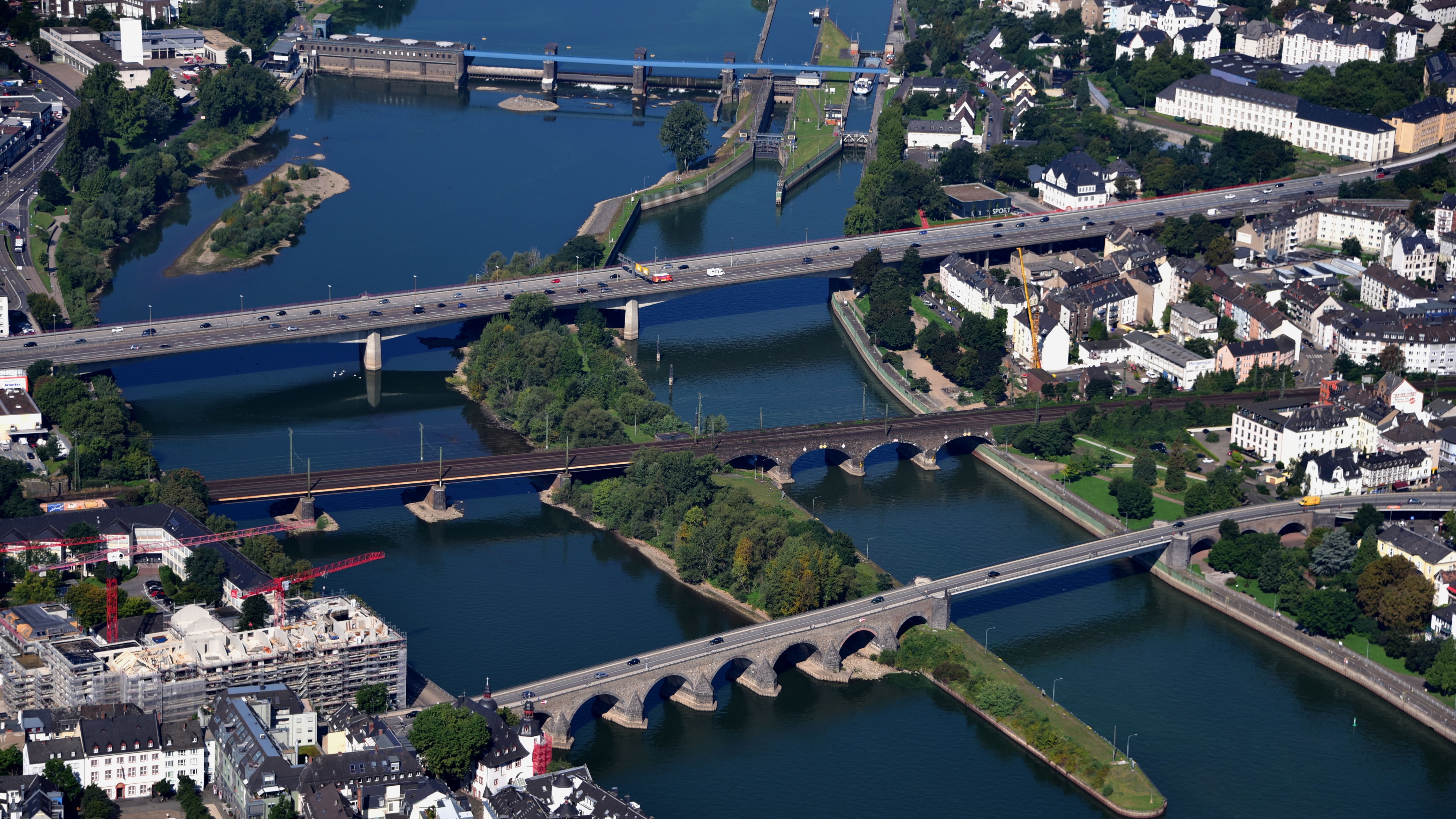
Moseleisenbahnbrücke (Mitte), Luftbild (2017)
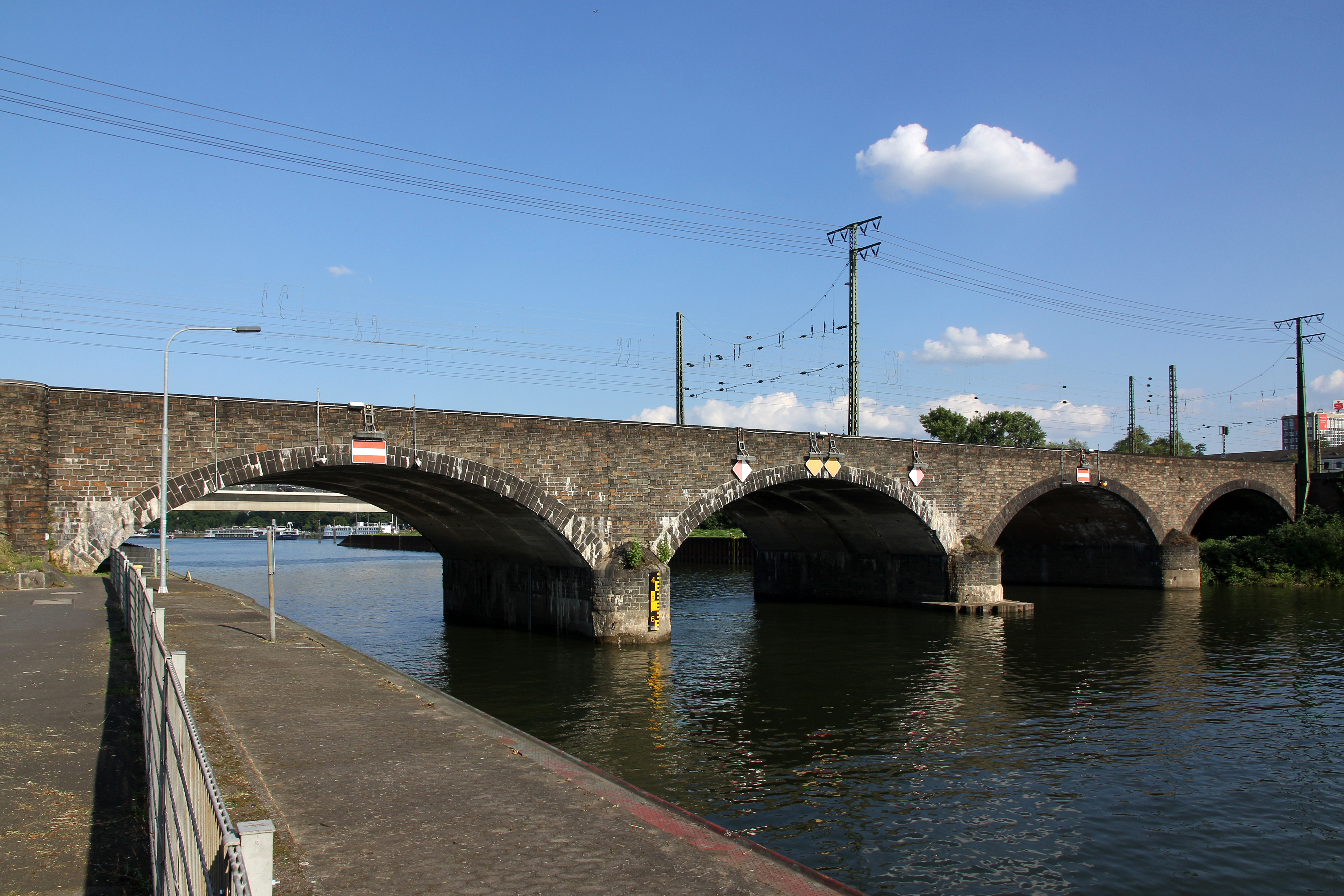
Gewölbebrücke auf der Lützeler Seite
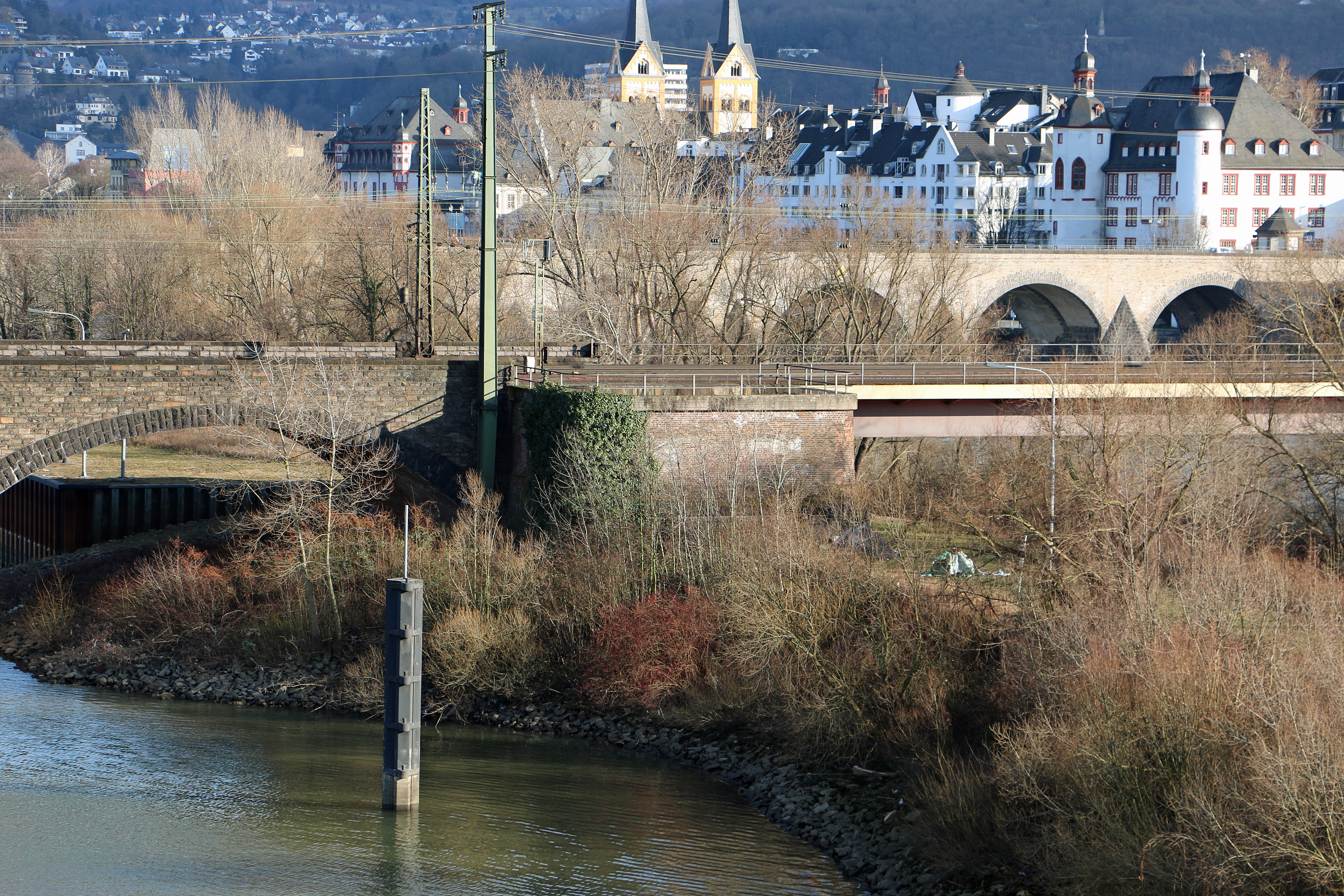
ehemaliger Festungsturm in Brückenmitte
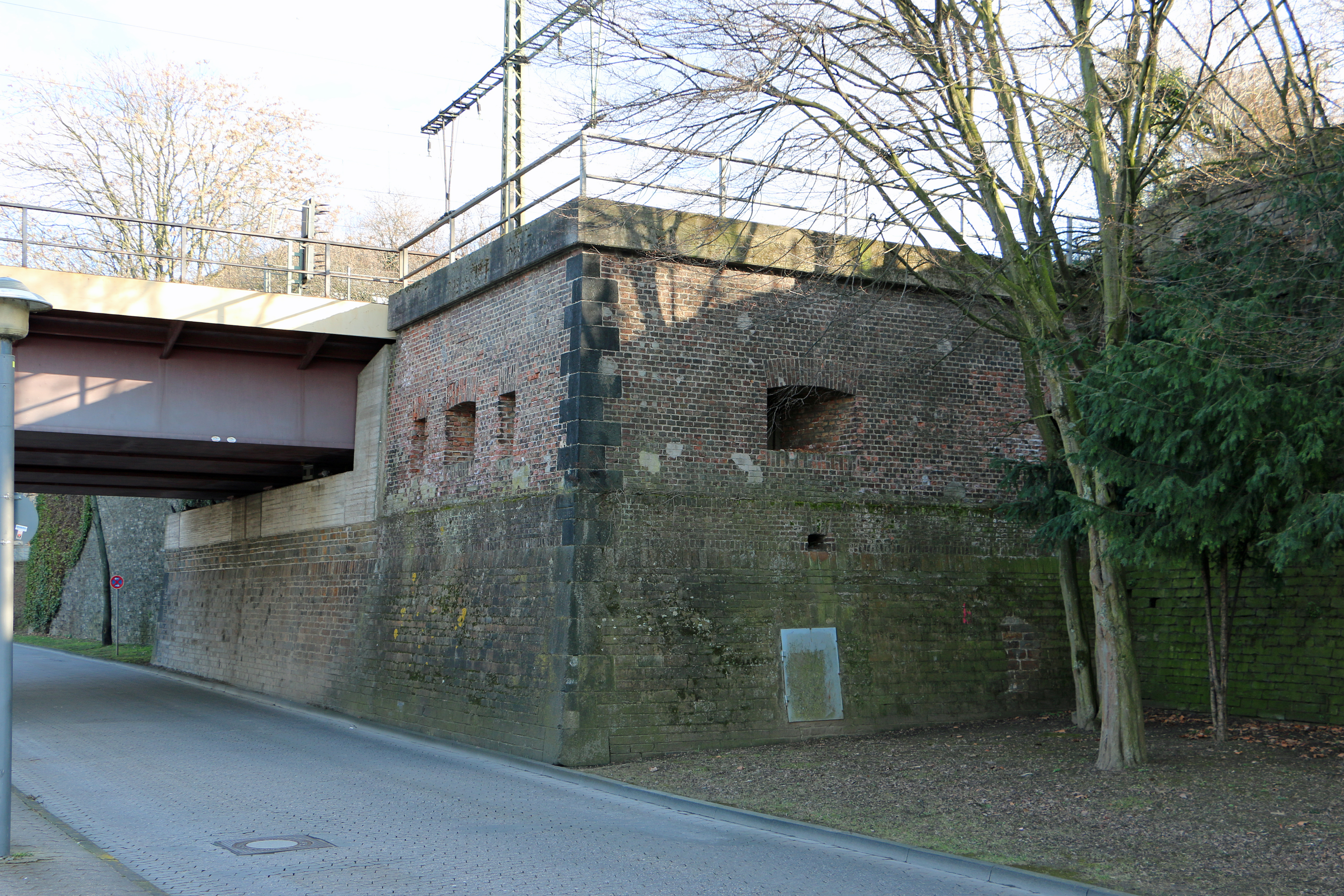
ehemaliger südlicher Brückenkopf auf der Innenstadtseite